# The Spectacular Spider-Man
The Spectacular Spider-Man (englisch The Spectacular Spider-Man Animated Series) ist eine US-amerikanische Zeichentrickserie, welche auf den Comic-Abenteuern des Spider-Man des Marvel-Verlages von Stan Lee und Steve Ditko basiert. Die Serie wurde von Greg Weisman und Victor Cook fürs Fernsehen im Auftrag von Sony Pictures Television entwickelt.

## Handlung
Die beiden Staffeln erzählen von Peter Parkers Werdegang zu Spider-Man und seinen ersten Begegnungen mit diversen Superschurken des Marvel Universums.

### Staffel 1
In der ersten Staffel der Serie muss sich Peter Parker alias Spider-Man den Superschurken New Yorks stellen, um wieder Frieden und Gerechtigkeit in der Stadt verbreiten zu können. Zu diesen zählen Dr. Octopus, der unbekannte Big Man, der grüne Kobold, der Geier, Tombstone, Electro, die Echse, Sandmann, Rhino, Hammerhead, die schwarze Katze und das Chamäleon. Im Staffel Finale stellt sich Spider-Man dem Symbionten Venom.

### Staffel 2
In der zweiten Staffel steht Peter Parkers Privatleben im Vordergrund, welches durch seine zweite Identität immer mehr bedroht ist. Weiter muss er sich neuen Gegnern, darunter der mysteriöse Master Planer, Kraven der Jäger, Silvermane, Molten Man, Mysterio und dem Bastler, stellen.

## Entwicklung und Produktion
Die Serie wurde von Culver Entertainment und dem Animationsstudio Adelaide Productions produziert. Die Serie wurde unter Victor Cook, als ausführender Regisseur, und Greg Weisman, als Story Editor, produziert. Sean Galloway entwarf die Zeichenentwürfe für alle in der Serie auftauchenden Figuren und man versuchte den Bewegungsstil von Spider-Man aus den Realverfilmungen von Sam Raimi zu kopieren.

Das Titellied der Serie wurde im  amerikanischen Original von The Tender Box geschrieben und aufgenommen.

### Absetzung der Serie
Ursprünglich plante man für die Serie mindestens 65 Folgen, als aber Sony am 1. September 2009 die TV-Rechte an Marvel zurückgab, lag die Zukunft der Serie im Unbekannten. Am 13. April 2010 wurde von Marvel bekanntgegeben, dass es keine neuen Folgen zur Serie mehr geben würde, sondern dass man eine neue Serie, welche auf der Ultimate Spider-Man Comicreihe basiert, produzieren werde.
Über den weiteren Verlauf von "The Spectacular Spider-Man" ist nur bekannt, dass der Rest der Serie auch die Schulzeit von Peter abgedeckt hätte und dass in der dritten Staffel als neue Gegner unter anderem Skorpion und Hobgoblin in Erscheinung getreten wären.

## Folgen
Staffel 1
1. Kein guter Start (Survival of the Fittest)
2. Die Geburt des Electro (Interactions)
3. Die Verwandlung (Natural Selection)
4. Verzettelt (Market Forces)
5. Das Probetraining (Competition)
6. Der Herbstball (The Invisible Hand)
7. Der letzte Tanz (Catalysts)
8. Die Geburt des Dr. Octopus (Reaction)
9. Harrys Doppelleben (The Uncertainty Principle)
10. Die Schwarze Katze (Persona)
11. Die Verbrecher-Armada (Group Therapy)
12. Onkel Bens Rückkehr (Intervention)
13. Das Duell (Nature vs. Nature)

Staffel 2
1. Der Zauberer (Blueprints)
2. Kravinoffs Verwandlung (Destructive Testing)
3. Die Rückkehr der Sechs (Reinforcements)
4. Die Entführung (Shear Strength)
5. Die Party (First Steps)
6. Die Enthüllung (Growing Pains)
7. Wer ist Spider-Man (Identity Crisis)
8. Die Auktion (Accomplices)
9. Der Banküberfall (Probable Cause)
10. Die Unterwelt (Gangland)
11. Die Botschaft (Subtext)
12. Die Premiere (Opening Night)
13. Der letzte Vorhang (Final Curtain)

## Synchronisation
| Rolle                               | englischer Sprecher                                    | deutscher Sprecher                                                       |
| ----------------------------------- | ------------------------------------------------------ | ------------------------------------------------------------------------ |
| Spider-Man / Peter Parker           | Josh Keaton                                            | Marius Clarén                                                            |
| Gwen Stacey                         | Lacey Chabert                                          | Jill Böttcher                                                            |
| Harry Osborn                        | James Arnold Taylor                                    | Rainer Fritzsche                                                         |
| Tante May Parker                    | Deborah Strang                                         | Liane Rudolph                                                            |
| J. Jonah Jameson                    | Daran Norris                                           | Gerald Paradies                                                          |
| Ben Parker                          | Ed Asner                                               | Bodo Wolf                                                                |
| Betty Brant                         | Grey DeLisle                                           | Giuliana Jakobeit                                                        |
| Black Cat                           | Tricia Helfer                                          | Silvia Mißbach                                                           |
| Captain George Stacy                | Clancy Brown                                           | Florian Halm                                                             |
| Doc Ock / Dr. Otto Octavius         | Peter MacNicol                                         | Hans Hohlbein                                                            |
| Dr. Curt Connors                    | Dee Bradley Baker                                      | Boris Tessmann                                                           |
| Flash Thompson                      | Joshua LeBar                                           | Tommy Morgenstern                                                        |
| Geier / Adrian Toomes               | Robert Englund                                         | Eberhard Prüter                                                          |
| Grüner Kobold                       | Steven Blum                                            | Gerald Schaale                                                           |
| Hammerhead                          | John DiMaggio                                          | Tilo Schmitz                                                             |
| Kraven der Jäger / Sergei Kravinoff | Eric Vesbit                                            | Jan Spitzer                                                              |
| Mysterio / Quentin Beck             | Xander Berkeley                                        | Bernhard Völger (als Quentin Beck) Hans-Jürgen Dittberner (als Mysterio) |
| Norman Osborn                       | Alan Rachins                                           | Stefan Staudinger                                                        |
| Rhino                               | Clancy Brown                                           | Jan-David Rönfeldt                                                       |
| Sally Avril                         | Grey DeLisle                                           | Julia Ziffer                                                             |
| Sandman                             | John DiMaggio                                          | Frank Schröder                                                           |
| Shocker                             | Jeff Bennett                                           | Klaus Lochthove                                                          |
| Silvermane / Silvio Manfredi        | Miguel Ferrer                                          | Oliver Stritzel                                                          |
| Silver Sable / Sable Manfredi       | Nikki Cox                                              | Claudia Urbschat-Mingues                                                 |
| Symbiont                            | Benjamin Diskin                                        | Tobias Kluckert                                                          |
| Tombstone / L. Thompson Lincoln     | Keith David (erster Auftritt) Kevin Michael Richardson | Uli Krohm                                                                |
| Venom/ Eddie Brock                  | Benjamin Diskin                                        | Michael Iwannek Tobias Kluckert                                          |